# Merelbeekse Scheldemeersen

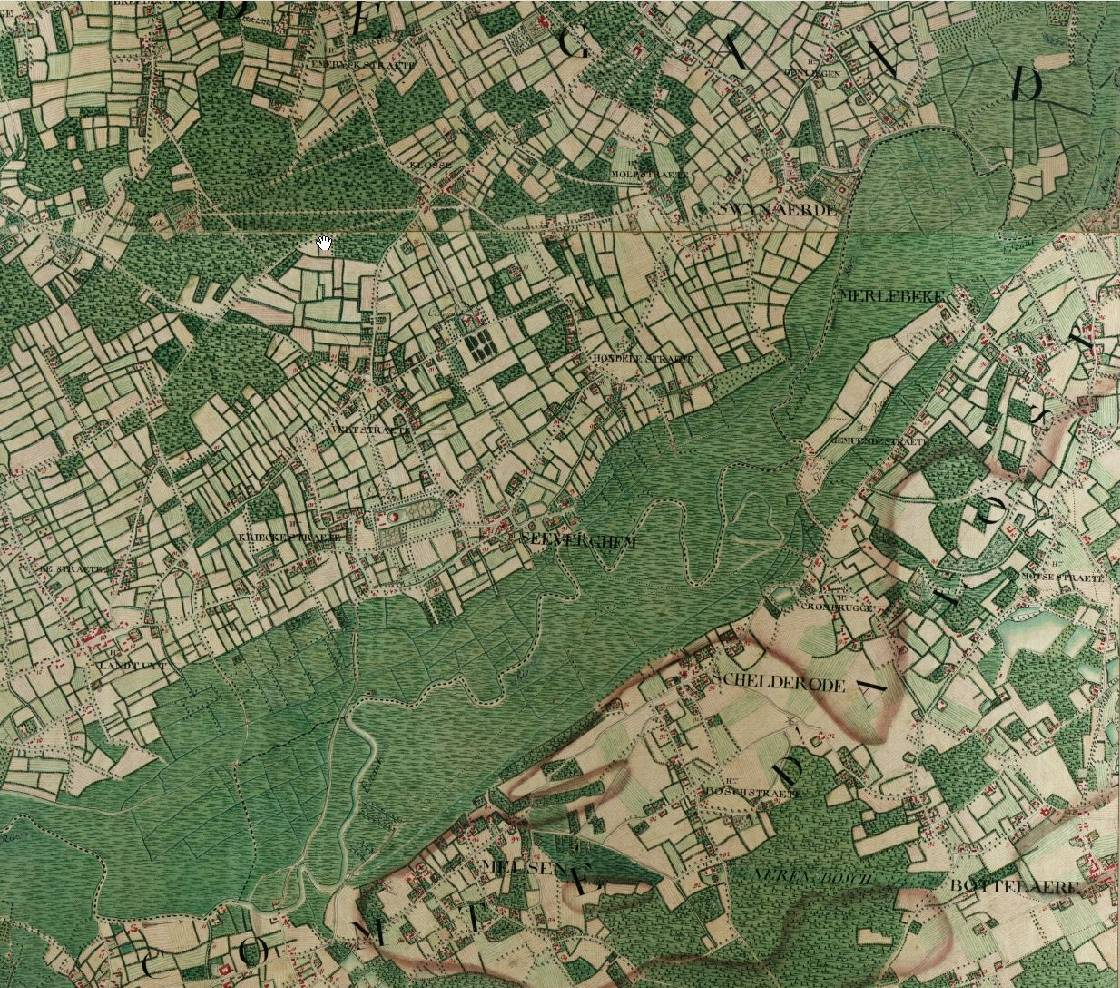
De Scheldevalei bij Merelbeke in 1777 op de kaart van Ferraris

Het natuurinrichtingsproject Merelbeekse Scheldemeersen is gelegen tussen de rechteroever van de Schelde en de hoger gelegen Gaversesteenweg in de (deel)gemeenten Merelbeke, Schelderode en Melsen in het Belgische Oost-Vlaanderen. Het erkend natuurreservaat 'De Putten' in Melsen (16 ha vochtige hooilanden, meersen, moerassen,  en broekbosjes) maakt deel uit van het gebied, net als de Sint-Elooisput. Aan de overkant van de Schelde liggen de Zevergemse Scheldemeersen. Sinds 1981 zijn de meersen als cultuurhistorisch landschap beschermd. 
Het gebied beslaat een lengte van 6 km en is ongeveer 600 meter breed. De totale oppervlakte bedraagt 346 ha en bestaat uit weilanden, bosjes, struikgewas. Enkel wandelaars (langs wandelpaden en Scheldedijk) en fietsers (Scheldedijk) maken de menselijke aanwezigheid uit. Er gelden strikte normen voor het gebruik van de weilanden en bemesting is uit den boze.

## Scheldearmen
Hier en daar ziet men nog de oude meanderende Scheldearmen die hun economisch nut verloren na de rechttrekking van de Schelde in de 19de en 20ste eeuw. Nu zijn het o.a. broedplaatsen voor vogels in dit relatieve stiltegebied.

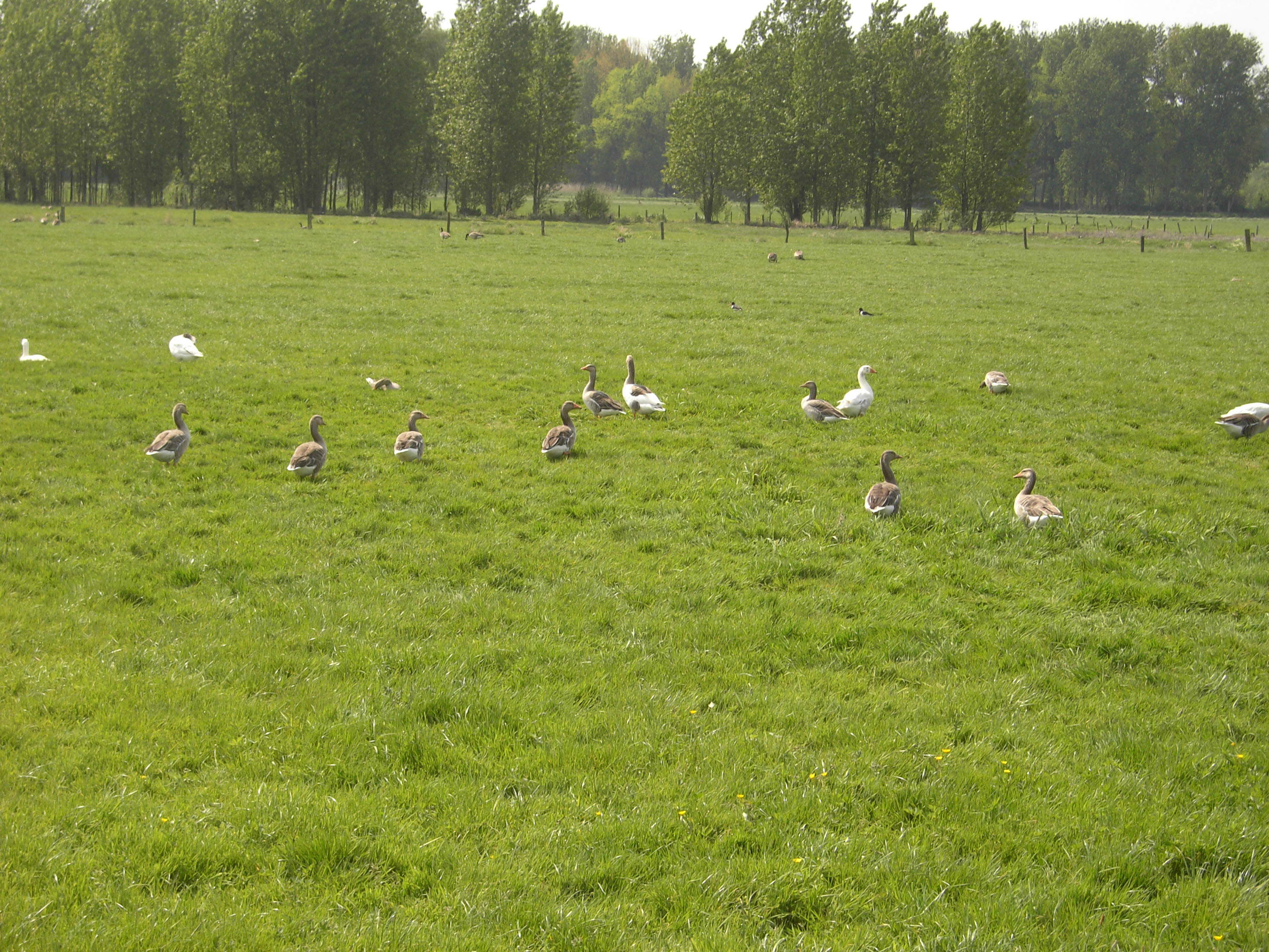
Ook een broedplaats voor vogels.
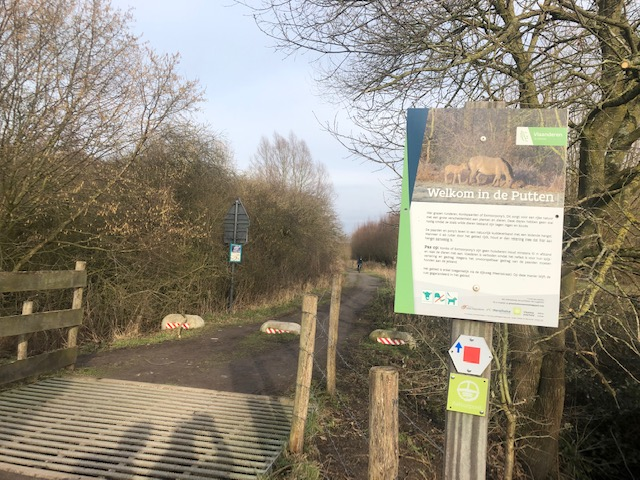
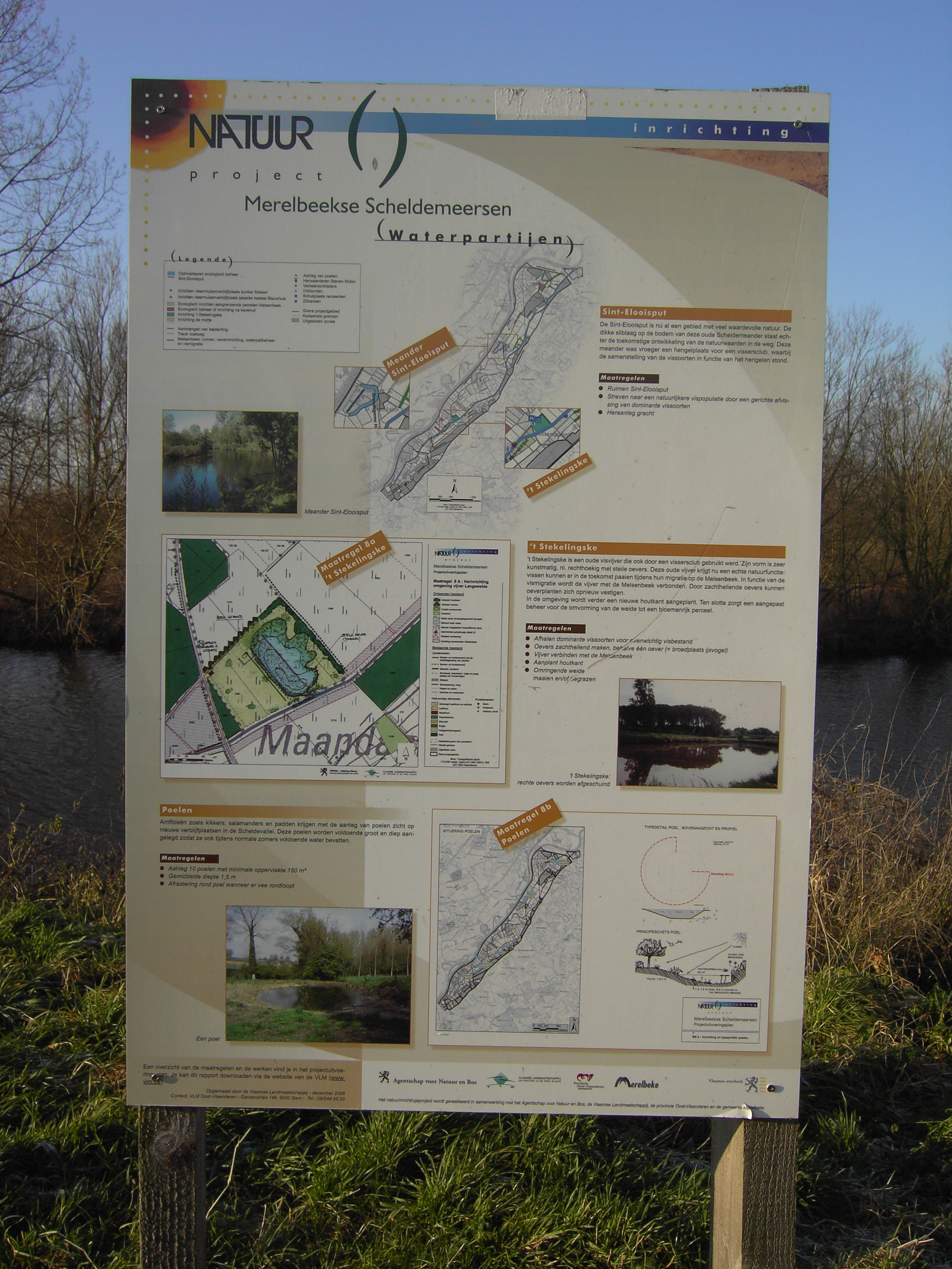
Eén van de informatieborden.
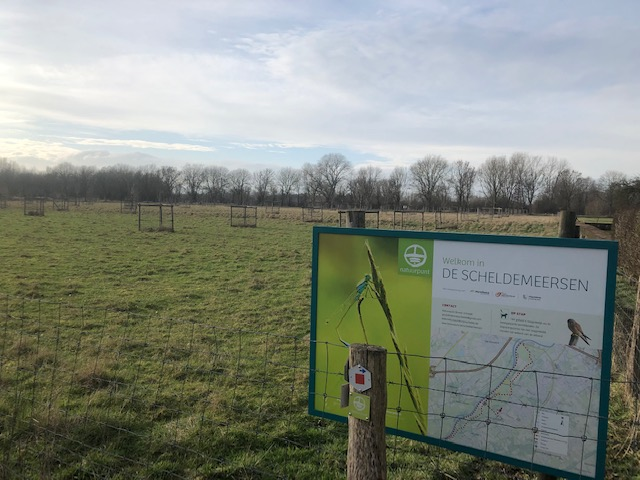
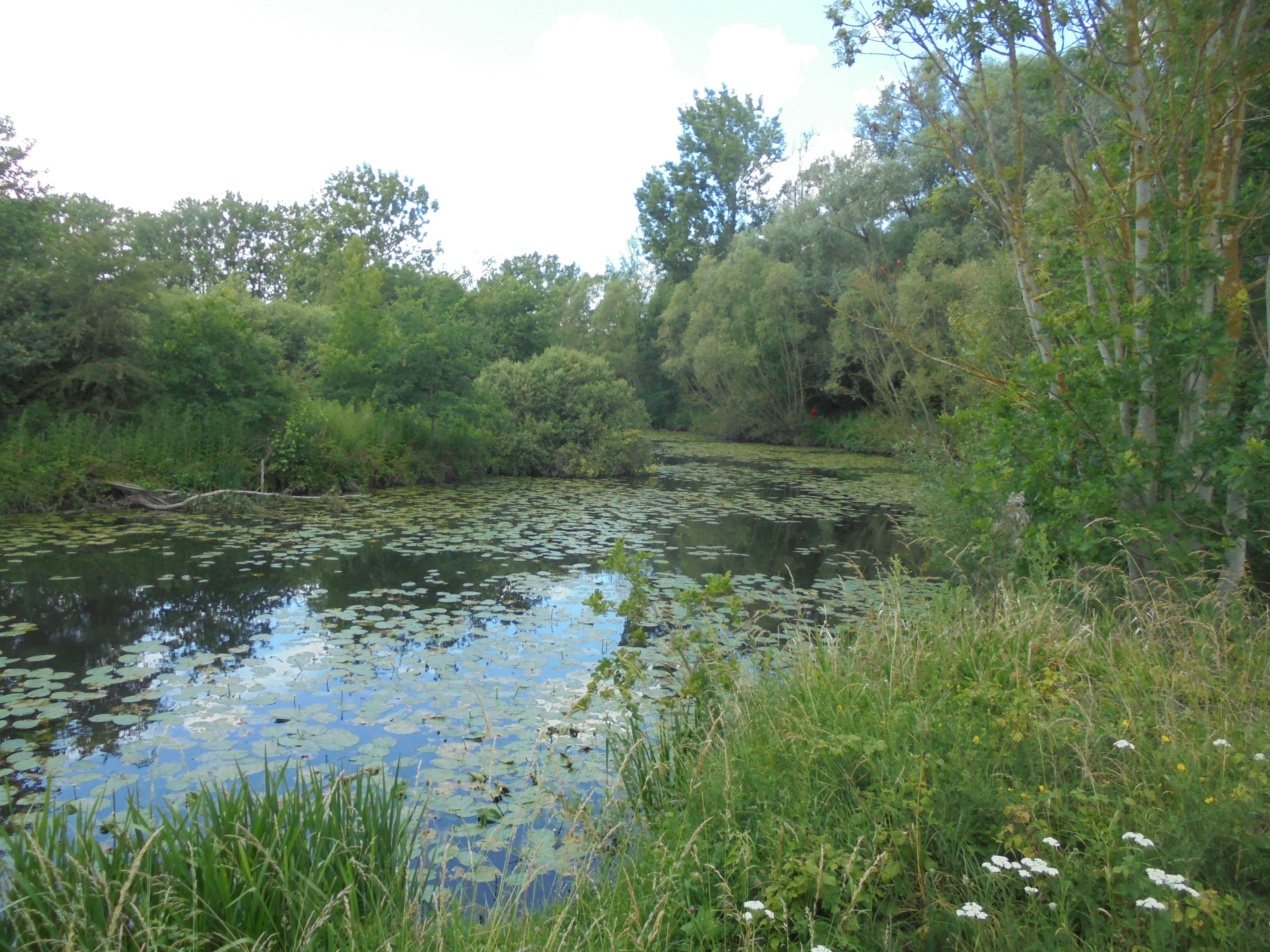
Sint-Elooisput
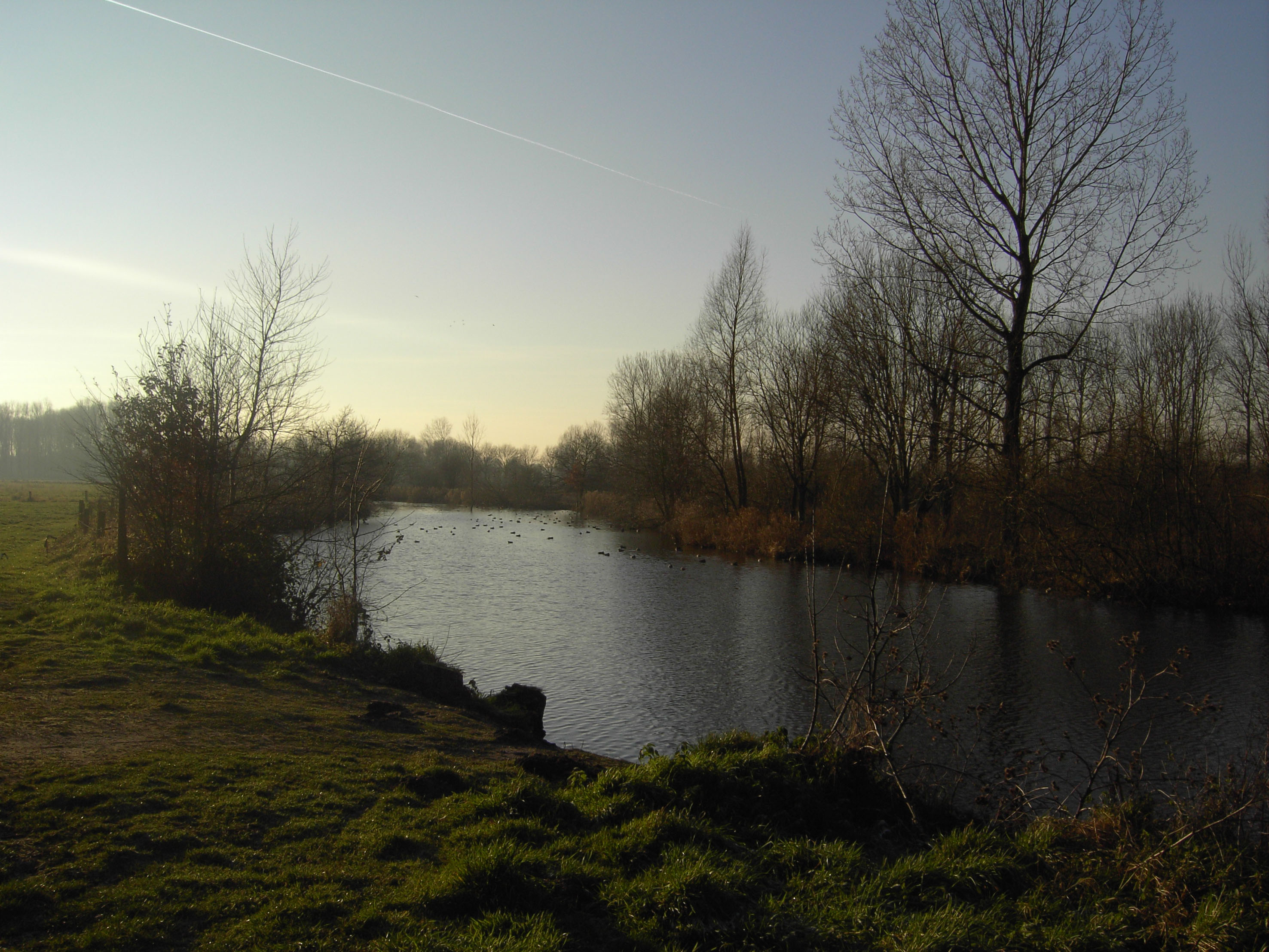
Een oude arm van de Schelde.
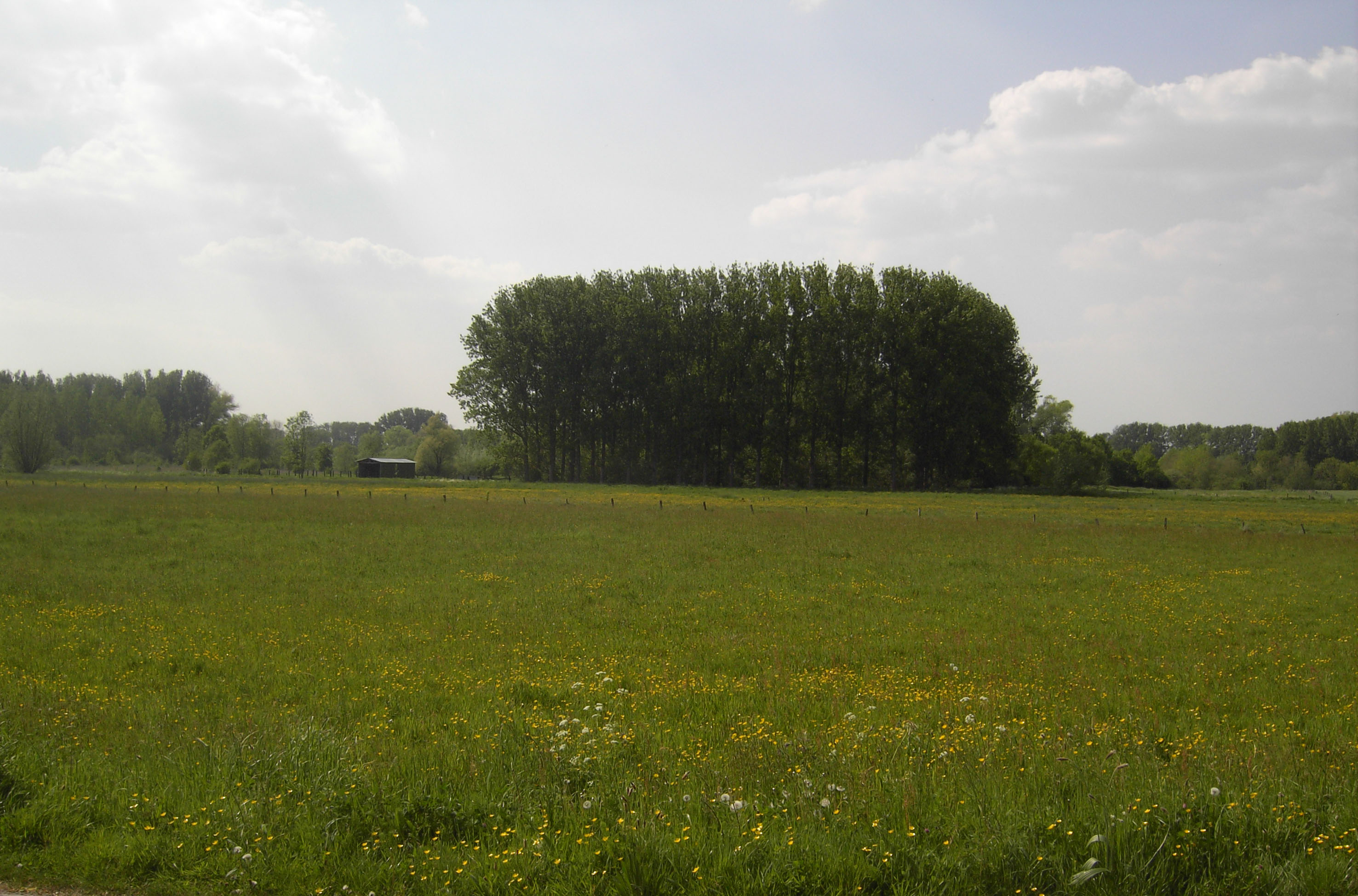
Weide.
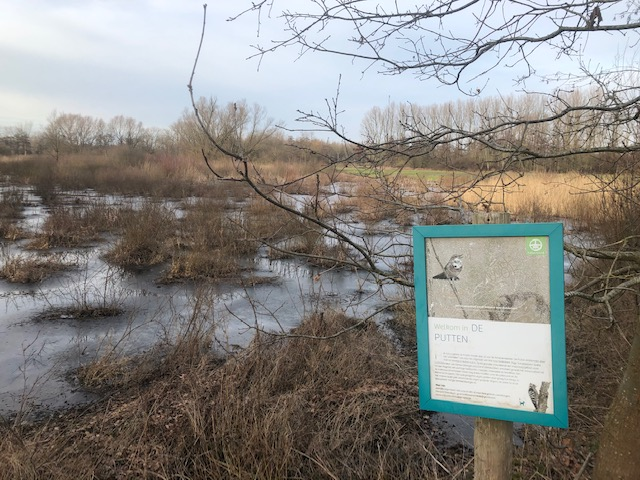
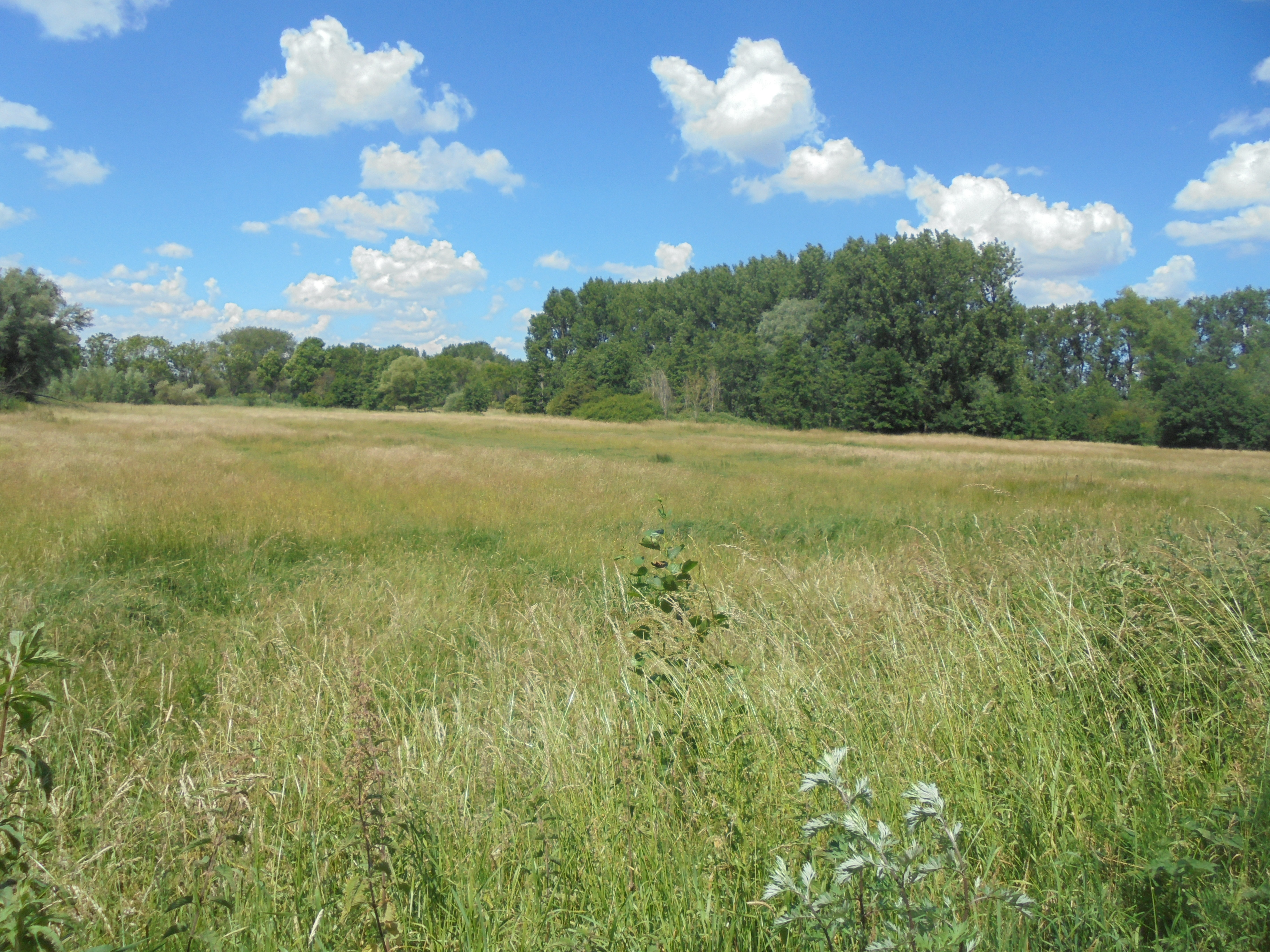

## Steenbakkerijen
Het landschap vertoont ook enkele niveauverschillen en grote inkervingen in het landschap, dit is ontstaan door de aanwezigheid van de steenbakkerijen die daar de Scheldersteen aanmaakten tot halfweg de twintigste eeuw. De grondstof voor die steen was in hoofdzaak het afgezette slib door de overstromingen van de Schelde. De aanleg van de Ringvaart te Gent zorgde ervoor dat de streek minder last kreeg van overstromingen.

## Beheer
Het beheer van dit natuurgebied wordt getrokken door Natuurpunt in samenwerking met ANB (Agentschap voor Natuur en Bos), de Vlaamse Landmaatschappij (VLM), de Provincie Oost-Vlaanderen en de gemeente Merelbeke.
Deze maatschappijen zorgen voor de inrichting en het onderhoud: wegvoeren van overtollig slib uit de oude Schelde, inrichtingen van verblijfplaatsen voor vleermuizen, het toegankelijk maken van het gebied en het in stand houden van waardevolle natuurelementen.